# Dennis Foggia
Dennis Foggia (* 7. Januar 2001 in Rom) ist ein italienischer Motorradrennfahrer, der in der Saison 2025 der Motorrad-Weltmeisterschaft in der Moto3-Klasse für das CFMoto Aspar Team an den Start gehen wird. Zuvor fuhr er bereits zwischen 2017 und 2022 in der kleinsten Klasse, wo er mit dem Vizeweltmeistertitel 2021 seinen bis dato größten Erfolg feierte. Vor seiner Rückkehr in die Moto3 absolvierte er zwei Saisons in der Moto2-Klasse.

## Statistik

### Erfolge
- 2017 – Meister der FIM-CEV-Repsol-Moto3-Meisterschaft
- 10 Grand-Prix-Siege

### In der Motorrad-Weltmeisterschaft
(Stand: Großer Preis von Österreich, 17. August 2025)
| Saison | Klasse | Team                                                    | Motorrad | Rennen | Siege | Zweiter | Dritter | Poles | Schn. Runden | Punkte | Ergebnis |
| ------ | ------ | ------------------------------------------------------- | -------- | ------ | ----- | ------- | ------- | ----- | ------------ | ------ | -------- |
| 2017   | Moto3  | Platinum Bay Real Estate / Sky Junior Team VR46 Academy | KTM      | 3      | –     | –       | –       | –     | –            | 19     | 24.      |
| 2018   | Moto3  | Sky VR46 Racing Team                                    | KTM      | 18     | –     | –       | 1       | –     | 1            | 55     | 19.      |
| 2019   | Moto3  | Sky VR46 Racing Team                                    | KTM      | 18     | –     | –       | 1       | –     | 1            | 97     | 12.      |
| 2020   | Moto3  | Leopard Racing                                          | Honda    | 15     | 1     | 1       | 1       | –     | –            | 89     | 10.      |
| 2021   | Moto3  | Leopard Racing                                          | Honda    | 18     | 5     | 2       | 3       | –     | –            | 216    | 2.       |
| 2022   | Moto3  | Leopard Racing                                          | Honda    | 20     | 4     | 4       | –       | 4     | 2            | 246    | 3.       |
| 2023   | Moto2  | Italtrans Racing Team                                   | Kalex    | 20     | –     | –       | –       | –     | –            | 35     | 19.      |
| 2024   | Moto2  | Italtrans Racing Team                                   | Kalex    | 19     | –     | –       | –       | –     | –            | 18     | 24.      |
| 2025   | Moto3  | CFMoto Aspar Team                                       | KTM      | 13     | –     | –       | 1       | –     | –            | 76     | 11.      |
| Gesamt | Gesamt | Gesamt                                                  | Gesamt   | 143    | 10    | 7       | 7       | 4     | 4            | 851    |          |

Grand-Prix-Siege
| Saison | Klasse | Rennen                                                  |
| ------ | ------ | ------------------------------------------------------- |
| 2020   | Moto3  | Tschechien                                              |
| 2021   | Moto3  | Italien Niederlande Aragonien San Marino Emilia-Romagna |
| 2022   | Moto3  | Indonesien Vereinigtes Konigreich San Marino Thailand   |

Einzelergebnisse
| Saison | 1        | 2           | 3           | 4          | 5          | 6          | 7                      | 8              | 9           | 10                     | 11          | 12                     | 13         | 14             | 15         | 16             | 17         | 18             | 19         | 20       | 21       | 22       |
| ------ | -------- | ----------- | ----------- | ---------- | ---------- | ---------- | ---------------------- | -------------- | ----------- | ---------------------- | ----------- | ---------------------- | ---------- | -------------- | ---------- | -------------- | ---------- | -------------- | ---------- | -------- | -------- | -------- |
| 2017   | Katar    | Argentinien | USA-Texas   | Spanien    | Frankreich | Italien    | Katalonien             | Niederlande    | Deutschland | Tschechien             | Osterreich  | Vereinigtes Konigreich | San Marino | Aragonien      | Japan      | Australien     | Malaysia   | \|\| \|\| \|\| |            |          |          |          |
| 2017   |          |             |             |            |            |            |                        |                |             | 14                     |             |                        |            | 8              |            |                |            | 7              |            |          |          |          |
| 2018   | Katar    | Argentinien | USA-Texas   | Spanien    | Frankreich | Italien    | Katalonien             | Niederlande    | Deutschland | Tschechien             | Osterreich  | Vereinigtes Konigreich | San Marino | Aragonien      | Thailand   | Japan          | Australien | Malaysia       | \|\| \|\|  |          |          |          |
| 2018   | 16       | DNF         | 16          | DNF        | 14         | DNF        | 9                      | 12             | 19          | 12                     | 26          | C                      | 7          | 25             | 3          | 4              | DNF        | DNF            | DNF        |          |          |          |
| 2019   | Katar    | Argentinien | USA-Texas   | Spanien    | Frankreich | Italien    | Katalonien             | Niederlande    | Deutschland | Tschechien             | Osterreich  | Vereinigtes Konigreich | San Marino | Aragonien      | Thailand   | Japan          | Australien | Malaysia       | \|\| \|\|  |          |          |          |
| 2019   | DNF      | 8           | 10          | 16         | DNF        | 5          | 5                      | 9              | DNF         | 15                     | 14          | 8                      | 5          | 3              | 5          | 23             | 11         | 17             | DNS        |          |          |          |
| 2020   | Katar    | Spanien     | Andalusien  | Tschechien | Osterreich | Steiermark | San Marino             | Emilia-Romagna | Katalonien  | Frankreich             | Aragonien   |                        | Europa     | Valencia       | \|\| \|\|  |                |            |                |            |          |          |          |
| 2020   | 9        | DNF         | DNF         | 1          | 21         | 11         | 9                      | DNF            | 3           | 13                     | 10          | 16                     | DNF        | 16             | 2          |                |            |                |            |          |          |          |
| 2021   | Katar    | Katar       | Portugal    | Spanien    | Frankreich | Italien    | Katalonien             | Deutschland    | Niederlande | Steiermark             | Osterreich  | Vereinigtes Konigreich | Aragonien  | San Marino     | USA-Texas  | Emilia-Romagna | Portugal   | \|\| \|\| \|\| |            |          |          |          |
| 2021   | DNF      | 16          | 2           | DNF        | 18         | 1          | DNF                    | 3              | 1           | 22                     | 3           | 3                      | 1          | 1              | 2          | 1              | DNF        | 13             |            |          |          |          |
| 2022   | Katar    | Indonesien  | Argentinien | USA-Texas  | Portugal   | Spanien    | Frankreich             | Italien        | Katalonien  | Deutschland            | Niederlande | Vereinigtes Konigreich | Osterreich | San Marino     | Aragonien  | Japan          | Thailand   | Australien     | Malaysia   | \|\|     |          |          |
| 2022   | 7        | 1           | 2           | 2          | 8          | 18         | 4                      | DNF            | DNF         | 2                      | DNF         | 1                      | 12         | 1              | 14         | 2              | 1          | 9              | 6          | 4        |          |          |
| 2023   | Portugal | Argentinien | USA-Texas   | Spanien    | Frankreich | Italien    | Deutschland            | Niederlande    | Kasachstan  | Vereinigtes Konigreich | Osterreich  | Katalonien             | San Marino | Indien         | Japan      | Indonesien     | Australien | Thailand       | Malaysia   | Katar    | Valencia |          |
| 2023   | 18       | 25          | 14          | 18         | 14         | 13         | 15                     | 19             | C           | DNF                    | 11          | 21                     | DNF        | 11             | DNF        | 11             | 17         | 12             | 15         | 16       | 9        |          |
| 2024   | Katar    | Portugal    | USA-Texas   | Spanien    | Frankreich | Katalonien | Italien                | Niederlande    | Deutschland | Vereinigtes Konigreich | Osterreich  | Aragonien              | San Marino | Emilia-Romagna | Indonesien | Japan          | Australien | Thailand       | Malaysia   | \|\|     |          |          |
| 2024   | 19       | 17          | 6           | DNF        | 19         | DNF        | 20                     | 12             | 16          | 19                     | DNF         | DNF                    | 22         | 12             |            | 26             | DNF        | 18             | 19         | 24       |          |          |
| 2025   | Thailand | Argentinien | USA-Texas   | Katar      | Spanien    | Frankreich | Vereinigtes Konigreich | Aragonien      | Italien     | Niederlande            | Deutschland | Tschechien             | Osterreich | Ungarn         | Katalonien | San Marino     | Japan      | Indonesien     | Australien | Malaysia | Portugal | Valencia |
| 2025   | 6        | 11          | 7           | DNF        | 13         | 11         | DNF                    | 15             | 3           | 8                      | 11          | 5                      | 13         |                |            |                |            |                |            |          |          |          |

| Legende  | Legende            | Legende                                                          |
| Farbe    | Abkürzung          | Bedeutung                                                        |
| -------- | ------------------ | ---------------------------------------------------------------- |
| Gold     | –                  | Sieg                                                             |
| Silber   | –                  | 2. Platz                                                         |
| Bronze   | –                  | 3. Platz                                                         |
| Grün     | –                  | Platzierung in den Punkten                                       |
| Blau     | –                  | Klassifiziert außerhalb der Punkteränge                          |
| Violett  | DNF                | Rennen nicht beendet (did not finish)                            |
| Violett  | NC                 | nicht klassifiziert (not classified)                             |
| Rot      | DNQ                | nicht qualifiziert (did not qualify)                             |
| Rot      | DNPQ               | in Vorqualifikation gescheitert (did not pre-qualify)            |
| Schwarz  | DSQ                | disqualifiziert (disqualified)                                   |
| Weiß     | DNS                | nicht am Start (did not start)                                   |
| Weiß     | WD                 | zurückgezogen (withdrawn)                                        |
| Hellblau | PO                 | nur am Training teilgenommen (practiced only)                    |
| Hellblau | TD                 | Freitags-Testfahrer (test driver)                                |
| ohne     | DNP                | nicht am Training teilgenommen (did not practice)                |
| ohne     | INJ                | verletzt oder krank (injured)                                    |
| ohne     | EX                 | ausgeschlossen (excluded)                                        |
| ohne     | DNA                | nicht erschienen (did not arrive)                                |
| ohne     | C                  | Rennen abgesagt (cancelled)                                      |
| ohne     | keine WM-Teilnahme |                                                                  |
| sonstige | P/fett             | Pole-Position                                                    |
| sonstige | 1/2/3/4/5/6/7/8    | Punktplatzierung im Sprint-/Qualifikationsrennen                 |
| sonstige | SR/kursiv          | Schnellste Rennrunde                                             |
| sonstige | *                  | nicht im Ziel, aufgrund der zurückgelegten Distanz aber gewertet |
| sonstige | ()                 | Streichresultate                                                 |
| sonstige | unterstrichen      | Führender in der Gesamtwertung                                   |